# Rappelz
Rappelz is een gratis MMORPG. Het spel is ontwikkeld door het Koreaanse bedrijf nFlavor, en wordt uitgebracht door het Californische Gala-Net Inc. Rappelz is een van de MMORPG's die recentelijk 'free-to-play' (gratis te spelen) uitgebracht zijn. Omzet wordt gegenereerd door middel van de verkoop van speciale voorwerpen in een 'Cash Shop'.
Rappelz vindt plaats in een middeleeuwse fantasiewereld, gedomineerd door drie rassen: de Deva, die het licht vertegenwoordigen, de Asura, die het duister vertegenwoordig, en de Gaia, mensen die een affiniteit met de natuur hebben.
Elke grote upgrade van Rappelz wordt een 'Epic' genoemd, vergelijkbaar met de 'Chronicles' van Lineage II.

## Inhoud van het spel

### Actie-iconen
De meeste MMORPG's hebben de algemene handelingen ingebouwd in de muisklikken, zoals het aanvallen en het oprapen van buit. Rappelz biedt daarmee de mogelijkheid om actie-iconen te gebruiken voor deze handelingen; en biedt de gebruiker de mogelijkheid deze iconen aan 'hotkeys' te binden. Ook andere handelingen, zoals speciale aanvallen, het openen van een winkel of het gebruiken van een voorwerp, kunnen aan een hotkey (doorgaans de functietoetsen op het toetsenbord) worden gekoppeld. Deze iconen (met uitzondering van de speciale aanvallen) zijn terug te vinden in het besturingsvenster. Emoties, die van nature gebruikt worden via de '/commando'-syntaxis, kunnen ook via het besturingsvenster aan een functietoets toegewezen worden.

### Lak en Chips
Lak is magische energie die vrijkomt wanneer een mob (mobiel object, monster) verslagen wordt, en kan gevangen worden wanneer een personage het juiste type halsketting draagt. Deze halsketting is al vroeg in het spel verkrijgbaar. Verzamelde Lak kan ingeruild worden bij een Lak Trader (Lak Handelaar), in ruil voor chips of in-gamegeld: roepies. Lak Traders bieden ook de mogelijkheid chips te kopen met roepies. Het is echter efficiënter om chips te ruilen voor Lak.
Er zijn drie soorten chips: Force Chips, Soul Chips en Luna Chips. Deze chips zijn voorwerpen die personages kunnen gebruiken om een gevecht in grote mate te kunnen beïnvloeden. Chips vergroten de schade die het doel krijgt voor een korte tijd. Chips zijn er in verschillende 'Ranks' (rangen), welke gebruikers van verschillende levels kunnen gebruiken zonder hun kracht te overstijgen. Force Chips verhogen de schade van fysieke aanvallen, terwijl Soul Chips de schade van speciale (magische) aanvallen vergroten.
Een Luna Chip is eigenlijk een Force Chip en een Soul Chip in 1, ze vergroten de schade die wordt toegebracht door middel van zowel fysieke als speciale aanvallen. Soul Chips zijn niet compatibel met Force Chips of Soul Chips, dus het gebruiken van een Luna Chip zal het effect van een Force Chip of Soul Chip tenietdoen. Aan de andere kant zal het gebruik van een Force Chip of Soul Chip het effect van een Luna Chip opheffen.
Sinds epic 7 (part 2) bestaan enkel nog Luna chips.

### Voorwerpen en Uitrusting
De uitrusting in Rappelz heeft zijn eigen level en kan verbeterd (geüpgraded) worden. Voorwerpen die opgewaardeerd kunnen worden, zullen een sectie in hun statusvenster tonen waarin aangegeven wordt hoe een opwaardering het voorwerp beïnvloedt. Bij een bezoek aan een Blacksmith (Smid), die in elke stad beschikbaar is, kan een gebruiker zijn (op dat moment gedragen en opwaardeerbare) uitrusting opwaarderen voor een prijs. De prijs van opwaarderen gaat omhoog naarmate het voorwerp een hoger level bereikt.
Daarnaast kan uitrusting opgewaardeerd worden door middel van kubussen. Er zijn drie soorten kubussen, namelijk de Defense Cube (verdedigingskubus), de Strike Cube (aanvalskubus) en de Skill Cube (vaardigheidskubus). De Defense Cube is nodig om uitrusting op te waarderen die de verdediging van een personage ophoogt (bijvoorbeeld harnas), de Strike Cube verhoogt de kracht van aanvalsvoorwerpen (zoals zwaarden en bijlen). Skill Cubes kunnen alleen gebruikt worden om Skill Cards (vaardigheidskaarten, kaarten die speciale aanvallen (skills) verbeteren) op te waarderen. Het gebruik van kubusen verhoogt, naast de statistieken, ook de marktwaarde van het voorwerp. Na een vijfde kubusopwaardering zal een wapen een gloed tonen. Het gebruik van kubussen heeft echter een bepaalde succesverhouding, en de kans op een succesvolle opwaardering wordt kleiner naarmate de upgrade hoger wordt.
Als laatste kan uitrusting opgewaardeerd worden met Soul Stones. Dit wordt gedaan door een Soulcrafter. Soul Stones zijn voorwerpen die het personage met de uitrusting een bonus geven op een van de primaire statistieken. De Soul Stones moeten echter wel opgeladen blijven, en het personage mag niet onder het level van de stenen zijn om deze bonus te krijgen. De stenen kunnen opgeladen worden door de Soulcrafter, die dit enkel doet voor een vergoeding in Lak. De meeste voorwerpen kunnen twee stenen "dragen", maar wapens die met beide handen gedragen worden, hebben vier 'slots' voor stenen.

### De Abyss
Rappelz heeft een speciaal gebied voor spelers die zich niet aan de regels houden. Dit gebied is afgesloten van de rest van de Rappelz-wereld en heet de Abyss. In het verleden konden spelers ook in de Abyss terechtkomen door het aanvallen van 'auto-traps' (auto-vallen). Deze auto-traps waren bedoeld om geautomatiseerde personage (bots) tegen te gaan. Een speler kan alleen uit de Abyss gehaald worden door een e-mail te sturen naar de Rappelz support service. De auto-traps zijn vervangen door wezens die niet aangevallen kunnen worden, zoals varkens, konijnen en elanden.

### Pet Systeem
Een van de onderdelen waarmee Rappelz zich onderscheidt van andere MMORPG's is het Pet Systeem. Pets zijn wezens die samen met de andere personages door het spel gaan. Er zijn verschillende soorten pets, en ze kunnen verschillende rollen vervullen. Daarnaast hebben pets veel van de eigenschappen van een personage: ze hebben een level en krijgen ervaringspunten, hebben verschillende speciale aanvallen en kunnen uitgerust worden met voorwerpen.
Pets kunnen gebruikt worden door alle rassen en klassen: de enige voorwaarde is dat een personage twee vaardigheden kent, Summon Creature (wezen oproepen) en Creature Control (wezen controle). Deze twee vaardigheden zijn al vroeg in het spel verkrijgbaar en kunnen door alle klassen geleerd worden. De Summoner klassen (Breeder, Spell Singer en Sorcerer) zijn erg gebaat bij het hebben van een pet en hun vaardigheden zijn toegespitst op het gebruik van pets.
Pets kunnen verkregen worden door het temmen van een mob (mobile object) en het hebben van een pet kaart van hetzelfde type in de inventaris van het personage. Het temmen heeft een succesratio, en kan dus mislukken. Als dit gebeurt, zal de pet kaart uit de inventaris verdwijnen. Kaarten voor de drie basispets kunnen gekocht worden in elke stad bij de Merchant (Handelaar), kaarten voor andere pets zijn 'drop-only': ze kunnen slechts verkregen worden als een mob een kaart van het beest dropt.
Zodra een pet een bepaald level bereikt, kan deze geëvolueerd worden. Op dit moment kan een pet twee keer geëvolueerd worden. Een pet kan op hogere levels ook nieuwe vaardigheden, zowel aanvallen als buffs/debuffs (voordelige of nadelige betoveringen), aanleren. Hogere levels staan een pet ook toe betere uitrusting te dragen. Het is tevens mogelijk een pet door te fokken: wachten met het evolueren van een pet totdat deze een nog hoger level haalt. Dit resulteert in een bonus op de statistieken en extra punten om vaardigheden mee te kopen.

### Niveaus
Men kan pets stagen door 2 pets van dezelfde soort (ongeacht het level van de pets) samen te voegen met een speciaal item. Dan is die pet stage 1. Door 2 stage 1 - pets samen te voegen bekomt men een stage 2 - pet. Zo kun je een pet maximaal tot stage 5 maken. Maar het kan ook mislukken om een pet te stagen. Hoe hoger de stage van een pet, hoe minder kans dat het lukt om een pet een stage hoger te maken.
Een gestagde pet heeft een andere kleur, meer job points om skills aan te leren, betere vaardigheden en kan extra skills aanleren. Hoe hoger de stage, hoe meer extra job points en hoe beter de vaardigheden. Een gestagde pet wordt opnieuw level 1.

### Huidige Pets
Sinds Epic 4 worden pets uit tier 1, 2 en 3 als 'Basic' beschouwd, en pets uit tier 4, 5 als 'Rare' (zeldzaam) en tier 6 als unique. Hiervan kan de Koala alleen verkregen worden in de Ursa Caverns (Mini game). Pet kaarten voor pets uit tier 1 kunnen bij een Merchant gekocht worden.
Tier 1 (common basic)
- Pantera: Een poema-achtige pet met de focus op fysieke kracht.
- Poultry: Een struisvogelachtige pet met de focus op fysieke accurate aanvallen.
- Tortus: Een schildpadachtige pet met de focus op fysieke verdediging.

Tier 2 (normal basic)
- Blue Pixie: Een kleine fee die blauw gloeit. Blue Pixies zijn populair vanwege hun genezende vaardigheden (healing).
- Orc: Een groene mensachtige pet. Orcs hebben goed gebalanceerde statistieken voor zowel aanval en verdediging.
- Red Pixie: Een kleine fee die rood gloeit. Red Pixies hebben een enorm grote magische aanvalskracht maar niet zo'n goede verdediging.
- Siren: Een vrouwelijke mensachtige pet. Sirens hebben vaardigheden die tegenstanders ervan weerhouden aan te vallen.
- Skeleton: Een skelet. Skeletons hebben een hoge aanvalssnelheid, maar weinig fysieke kracht.
- Yeti: Een witte beerachtige pet met een masker. Yetis hebben een hoge verdediging.
- Wolf: Een wolf met een hoge ontwijkingsvaardigheid.
- Octopus: Een vrouwenlichaam maar met tentakels in plaats van benen.
- Lydian: De petvorm van het rijdier. Men kan een lydian berijden als die evolutie 2 is.

Tier 3 (special basic)
- Hawkman: Een arendachtige pet met een grote hamer. Ze zijn een betere versie van Orcs.
- Salamander: Een rode hagedis. Salamanders focussen op magische en fysieke aanvallen, maar hebben een slechte verdediging.
- Harpy: Een harpijachtige pet met een hoge aanvalssnelheid, beter dan de skeleton. Daarbij is de harpy ook 'ranged'.
- Unicorn: een wit paard met een hoorn. Unicorns kunnen ook genezen en vergroten de mana van de eigenaar (mindere versie van de angel, waar men ook op kan rijden).
- Nightmare: Een zwarte unicorn, gespecialiseerd in fysieke kracht en fysieke accurate aanvallen.

Tier 4 (normal rare)
- Angel: Een engelachtige pet. Angels kunnen genezen en schade toebrengen. Hun kracht is magische kracht en fysieke verdediging.
- Kentauros: Een centaur met een speer. Kentauri zijn de beste in kracht.
- Gnoll: Een hyena-achtige pet met een schild. De gnoll focust op het schildblokkeerpercentage, de schildblokkeerkracht en de fysieke kracht.
- Naga: Een zeemeermin/slangachtige pet. Naga's specialiseren zich in magische aanvalskracht en de tegenstander ervan weerhouden aan te vallen.
- Ice Maiden: Een meisje in een blok ijs. Een Ice Maiden heeft enorm veel m.atk. Men kan een Ice Maiden krijgen door een bepaalde quest te doen.
- Joker: Men kan deze pet krijgen door het mislukken van een pet te stagen. Een joker kan je samenvoegen met 2 andere pets om te stagen en verhoogt de kans op slagen.
- Abomination

Tier 5 (special rare)
- Cerberus: Een driekoppige hond. De Cerberus richt zich op zijn kracht en op nauwkeurige aanvallen
- Genie: Een geest uit een lamp. Genies focussen op fysieke aanvalskracht en verdediging. Ze kunnen worden beschouwd als de verbeterde uitvoering van de Hawks.
- Ifrit: Lijkt op een Genie, enkel een andere kleur. Een Ifrit is gespecialiseerd in magische verdediging en kan ook genezen.
- Stone Golem: Een robot - steenachtige pet die gericht is op defensie.

Tier 6 (Unique)
- White Dragon: Een witte draak. Ze richten zich op magische kracht en fysieke verdediging. Ze zijn beter dan Angels, maar kunnen niet genezen.
- Mystic Koala: Een grote beer met een doos met klavers. Koala's zijn gespecialiseerd in geluk en hebben een hoge kritieke aanvallen percentage.
- Death tyrant: Een geest die op een samoerai lijkt.

## Rassen
Elk van de drie rassen in Rappelz heeft drie klassen: een Warrior (krijger) klasse, een Magician (magiër) klasse en een Summoner (oproeper) klasse. Summoner klassen hebben vaardigheden die toegespitst zijn op het gebruik van pets. Zoals in Ragnarok Online beginnen personage met slechts weinig vaardigheden. Er zijn geen geslachtsbeperkingen op de klassen, maar elk ras heeft zijn eigen klassen en vaardigheden. Personages zijn, onafhankelijk van het ras of klasse, vrij om zich door de hele wereld van Rappelz te bevinden.

### Klassen en Levels
Rappelz biedt een verscheidenheid aan klassen, waarvan de meeste bereikt kunnen worden vanuit een andere klasse door middel van het halen van een bepaald level en job level. Een personage kan zijn level ophogen op traditionele wijze door het verslaan van mobs en de ervaringspunten die daarmee gewonnen worden. Het verslaan van een mob geeft daarnaast ook Job Points (klasse-punten), welke gebruikt kunnen worden om een nieuwe vaardigheid aan te leren, een bestaande vaardigheid een hoger level te geven of een hoger Job Level te bereiken. De meeste vaardigheden vereisen een bepaalde Job Level voordat ze aangeleerd kunnen worden.
Sinds Epic 4 zijn er drie klasse-categorieën: de Basic klassen, de First-Job (eerste klasse) klassen en de Second-Job (tweede klasse) klassen. Nadat een personage level 10 en job level 10 heeft gehaald, kan de First-Job klasse gekozen worden. Wanneer level 50, job level 40 wordt bereikt, zal de Second-Job klasse gekozen kunnen worden. Voorbeeld: de Gaia Warrior klasse, Fighter, kan bij de Second-Job overgang kiezen tussen Champion, een krijger, en Archer, een boogschutter. Alle klassen van een ras hebben een vaardigheid gemeen, genaamd de rasvaardigheid, welke ze allemaal kunnen gebruiken en onafhankelijk is van welke klasse gekozen wordt bij de First-Job overgang.
Het is ook mogelijk een personage door te fokken. Dit betekent dat het personage niet naar de Second-Job gebracht wordt wanneer level 50, job level 40 gehaald wordt, maar er meer klasse-punten gespendeerd worden om job level 50 te halen. Doorfokken geeft een personage een bonus op zijn statistieken. De meningen zijn verdeeld over of deze bonus de tijd en klasse-punten waard is die het vergt.

### Deva
Het Deva-ras is gebaseerd op het licht. Devas hebben water- en lichtgebaseerde vaardigheden. Ze zijn primair verdedigings-georiënteerd, en gebruiken de krachten van genezing en buffs. Hun rasvaardigheid is 'Minor Healing' (kleine genezing), welke een bepaalde hoeveelheid HP aan de gebruiker teruggeeft.
- Guide - De Guide is de startklasse van de Deva.
  - Holy Warrior - De Holy Warrior is de primaire Tank (personage dat veel schade kan incasseren) klasse van het spel. Ze hebben een aantal vaardigheden om het monster te dwingen hen aan te vallen.
    - Soldier - De Soldier specialiseert in het uitdelen van schade-aspect van de Holy Worrior.
      - Mercenary - De masterclass van een Soldier.

    - Knight - De Knight specialiseert in het ontvangen van schade en zorgt ervoor dat mobs andere spelers niet aanvallen.
      - Templar - De masterclass van een Knight.

  - Cleric - De Cleric is de genezer van het spel, en kan ook buffen (spreuken geven om iemand sterker te maken).
    - Priest - De Priest specialiseert in het support aspect van de Cleric, en krijgt meer genezings- en buff-vaardigheden.
      - Oracle - De masterclass van een Priest.

    - Bishop - De Bishop specialiseert in het toebrengen van schade en het debuffen van tegenstanders.
      - Cardinal - De masterclass van een Bishop.

  - Breeder - De Breeder is de petklasse van de Deva. Ze krijgen verdedigingsbuffs en vaardigheden die hun pets sterker maken en genezen hun pet makkelijk.
    - Soul Breeder - De Soul Breeder specialiseert de vaardigheden van de Breeder.
      - Master Breeder - De masterclass van een Soul Breeder.

### Gaia
Het Gaia ras is een neutraal menselijk ras met een mix van aanvals- en verdedigingsvaardigheden. Hun vaardigheden zijn gebaseerd op het manipuleren van de krachten van de natuur. Anders dan de Deva en de Asura, hebben zij geen ras-specifiek element, maar gebruiken ze alle vier de 'natuurlijke' elementen (water, aarde, wind en vuur). Hun rasvaardigheid is 'Mental Concentration' (mentale concentratie), dat de kritieke aanvallen voor een korte tijd ophoogt.
- Rogue - De Rogue is de startklasse voor de Gaia.
  - Fighter - De Fighter is de fysieke vechter van de Gaia en gebruikt bijlen of langbogen.
    - Champion - De Champion specialiseert zich in het gebruik van bijlen.
      - Berseker - De masterclass van een Champion.

    - Archer - De Archer specialiseert zich in het gebruik van bogen.
      - Marksman - De masterclass van een Archer.

  - Kahuna - De Kahuna is een hybride klasse met goede speciale vaardigheden en fysieke aanvalskracht, en matige speciale aanvallen.
    - Battle Kahuna - De Battle Kahuna specialiseert het aanvalsaspect van de Kahuna.
      - War Kahuna - De masterclass van een Battle Kahuna.

    - Druid - De Druid specialiseert het support aspect van de Kahuna.
      - Magus - De masterclass van een Druid.

  - Spell Singer - De Spell Singer is de petklasse van de Gaia. Ze krijgen vaardigheden om zichzelf en hun pets op te waarderen.
    - Evoker - De Evoker specialiseert de vaardigheden van de Spell Singer.
      - Beast Master - De masterclass van een Evoker.

### Asura
Het Asura ras is gebaseerd op de duisternis. Asura hebben vuur-, wind- en schaduwgebaseerde vaardigheden. Ze zijn primair aanvals-georiënteerd. Ze hebben een lagere verdediging dan de andere twee rassen, maar een hogere ontwijkingstatistiek. Hun ras-vaardigheid is 'Deep Evasion' (diepe ontwijking), dat hun ontwijkstatistiek voor een korte tijd ophoogt.
- Stepper - De Stepper is de startklasse van de Asura.
  - Strider - De Strider is de schadeklasse met hoge ontwijking en aanvalssnelheid. Ze gebruiken dolken, zwaarden of kruisbogen.
    - Assassin - De Assassin specialiseert in het toebrengen van schade met de dolken of zwaarden en krijgen een vaardigheid die hen tijdelijk onzichtbaar maakt.
      - Slayer - De masterclass van een Assasin.

    - Shadow Hunter - De Shadow Hunter specialiseert in het gebruik van kruisbogen.
      - Deadeye - De masterclass van een Shadow Hunter.

  - Dark Magician - De Dark Magician gebruikt speciale aanvallen die hoge schade toebrengen.
    - Chaos Magician - De Chaos Magician specialiseert in massale schade en hoge buffs.
      - Void Mage - De masterclass van een Chaos Magician.

    - Warlock - De Warlock specialiseert in debuffs om de statistieken van de tegenstander te verlagen en de tegenstander te weerhouden van te aanvallen.
      - Corruptor - De masterclass van een Warlock.

  - Sorcerer - De Sorcerer is de petklasse van de Asura. Sorcerers kunnen hun HP tussen henzelf en hun pets reguleren.
    - Battle Summoner - De Battle Summoner specialiseert de vaardigheden van de Sorcerer.
      - Overlord - De masterclass van een Battle Summoner.

## Geografie
De wereld van Rappelz bestaat uit een groot eiland, wat het vasteland is, en een kleiner eiland, genaamd Trainee's Island (oefeneiland). Het vasteland is verdeeld over verschillende gebieden, zoals Crystal Mountain (kristallen berg), Lizardman Habitat (huis van de hagedissen), Pyre Site (vuur omgeving) en Forgotten Portal (vergeten portaal). In deze gebieden leven mobs die grotendeels hetzelfde level hebben, met een paar uitzonderingen, zoals veldbazen. Er zijn ook Dungeons (grotten) waarin de mobs sterker zijn, maar ook meer ervaringspunten opleveren.
Standaard is elk gebied 'player-kill' gebied. Dit betekent dat er te allen tijde gevechten plaats kunnen vinden tussen personage en mobs, en tussen personages onderling (PK/PvP of duels). Er bestaan zones die non-player-kill zijn, te weten de steden Katan, Horizon, Laksy en Rondo. Het is niet mogelijk om in deze zones gevechten aan te gaan.
Elke stad heeft een aantal NPCs (Non-Player-Characters, niet-speelbare of computergestuurde personages) die verschillende services bieden. Deze services zijn de (ver)koop van voorwerpen, het inwisselen van Lak, het overgaan naar een volgende klasse of het evolueren van een pet. Het is ook mogelijk om te teleporteren van een stad naar een andere via de Teleporter NPC. Elke stad heeft een NPC voor alle services, en de meeste steden hebben meerdere NPCs voor een bepaalde service. NPCs kunnen ook buiten de steden gevonden worden. Deze dienen voornamelijk als quest (missie) NPCs.

### Trainee's Island
Trainee's Island is de beginplaats van elk personage. Het eiland is zo opgezet met NPCs en quests dat het een tutorial vormt. Tevens dient Trainee's Island om een personage te trainen tot deze ongeveer level 15 is, waarna dat personage op het vasteland kan overleven. Een karacter kan altijd terug naar Trainee's Island, als men via de teleporters van Laksy, Horizon of Katan gaat

### Thuissteden
Er zijn drie thuissteden, voor elk ras een:
- Horizon

Horizon is de thuisstad voor de Gaia. Horizon bevindt zich in het zuidoosten van het vasteland, tussen grasheuvels en een rotsformatie. Horizon is vaak drukker dan de andere steden omdat het relatief dicht bij de twee laag-level dungeons ligt.
- Laksy

Laksy is de thuisstad voor de Deva. Het is een zwevende stad die buiten de Rappelz landkaart ligt, en bereikt kan worden vanaf Laksy Anchor (Laksy Anker). Laksy Anchor ligt in het noorden van het vasteland.
- Katan

Katan is de thuisstad voor de Asura. Katan ligt in een duistere omgeving tussen drie hoge bergen, in het zuidwesten van het vasteland.

### Rondo
Rondo is een grote stad in het midden van het vasteland, en ziet eruit als een kasteel. Vanwege de locatie geeft het snel toegang tot alle dungeons, en wordt het beschouwd als thuisstad voor iedereen met level 50 of hoger.

### Hidden Village
Hidden Village (Verborgen Dorp) is een stad die niet op de Rappelz kaart ligt, en alleen bereikt kan worden via de Hidden Village Teleporter in de andere steden. Om naar Hidden Village te mogen, heeft een personage een Hidden Village Pass nodig, een voorwerp dat in de Cash Shop gekocht moet worden. Voorwerpen kunnen in Hidden Village met korting gekocht en opgewaardeerd worden.

## Dungeon Systeem
Dungeons (grotten) zijn geïsoleerde gebieden die bereikt kunnen worden via portalen. De mobs in dungeons zijn sterker dan normale mobs, maar de ervaringspunten en klasse-punten die een personage krijgt bij het verslaan zijn ook hoger. Er zijn ook voorwerpen die alleen in dungeons als buit droppen. Dungeons worden meestal als een party (groep) of dungeon party binnengegaan. Dungeon parties bestaan uit een aantal verschillende klassen, waarvan vele een Holy Warrior (tank), een Cleric (genezer, buffer) en een aantal schadeklassen hebben. Een party in Rappelz mag maximaal acht personage hebben. Dungeons zijn niet instanced, dus spelers kunnen andere spelers en parties tegenkomen. Dit biedt de mogelijkheid tot kill-stealing (het aanvallen van een mob die eerst aangevallen is door een andere personage of party met als doel het 'stelen' van de mob voor de ervaringspunten), en 'train-ing' (een groot aantal mobs verzamelen en deze een andere party aan laten vallen).

### Dungeon Raid
Rappelz heeft een feature dat het toestaat om als guild (gilde) een dungeon te bezitten. Het bezit van een dungeon geeft bepaalde voordelen, zoals een roepie 'belasting' voor iedereen die in de dungeon mobs verslaat. Om een dungeon te bezitten zijn twee stappen nodig. Eerst moet er een Dungeon Raid (grot aanval, ook wel Time Attack, tijdsaanval, genoemd) plaatsvinden. Het komt neer op het verslaan van de twee dungeonbazen in een zo kort mogelijke tijd. Elke donderdagavond krijgt de Guild die de snelse tijd heeft, te weten dat zij zullen Dungeon Siegen. Voor Relics of Arid Moonlight (restanten van dor maanlicht) zijn de dungeon bazen Oforia en Abhuva. Tijdens de Dungeon Raid is de dungeon instanced, dus men komt hier geen andere spelers of parties tegen. De snelheid waarmee de monsters lopen is verhoogd.

### Dungeon Siege
Als de Dungeon Raid succesvol verlopen is, en de guild heeft de snelste tijd gehaald, mag de guild een Dungeon Siege (grot overname) doen. Dungeon Sieges worden elke week op een bepaalde tijd in het weekend gehouden. Een Dungeon Siege is een oorlog tussen twee guilds in de dungeon waarover gevochten wordt, de aanvallende guild is de guild die de Dungeon Raid heeft gedaan, en de verdedigende guild is de huidige bezitter van de dungeon. De verdedigende guild staat in de kamer van de hoofdbaas en zij moeten de Dungeon Stone/Core verdedigen. De aanvallende guild spawnt (komt terug) in de lobby. Zij verdedigen de Switch Rock. Als de Switch rock is vernietigd door het verdedigende team, verliest het aanvallende team. Als het aanvallende team de dungeon stone vernietigt, worden de rollen omgedraaid. Als het aanvallende team de Switch Rock weer weet te vernietigen dan gaat het bezit van de dungeon naar de aanvallende guild voor een hele week. Als de verdedigende guild de dungeon stone vernietigt, of als er twee uur na het begin van de Siege over is, mag deze de dungeon nog een week bezitten.

### Huidige Dungeons
Op dit moment zijn er vijf verschillende dungeons:
- Relics of Arid Moonlight (restanten van dor maanlicht)
  - Locatie: west van Horizon en zuid van Rondo.
  - Aanbevolen personagelevel: 30 tot 50
  - Dungeon bazen: Oforia en Abhuva
  - Controlepunt bazen: Tranquila, Keroro, Dirtorian en Clay Warts
- Lost Mines (verloren mijnen)
  - Locatie: noord van Horizon en oost van Rondo.
  - Aanbevolen personagelevel: 50 tot 70
  - Dungeon bazen: Primal Scream en Taranida
  - Controlepunt bazen: Evil Scale Horror, Cryptic Autopsy, Burzom en Carnaval Venom
- Crystal Valley (kristallen vallei)
  - Locatie: west van Rondo.
  - Aanbevolen personagelevel: 70 tot 90
  - Dungeon bazen: Crustalino en Likirius
  - Controlepunt bazen: Black Avenger, Crystal Grinder, Draco en Alien Brain
- Palmyr Plateau
  - Locatie: noord van Rondo.
  - Aanbevolen personagelevel: 90 tot 110
  - Dungeon bazen: Soul Seeker en Takin
  - Controlepunt bazen: Big Foot Neiro, Shattering Maul, Rushing Wedge, Dark Flame, Anubis, KingBorn en Approaching Nightmare
- Temple of the Ancients (Tempel van de Oerouden)
  - Locatie: noordwest van Rondo en zuid van Laksy, op Veiled Island
  - Aanbevolen personagelevel: 125 tot 145
  - Dungeon baas: Betrayal
- Temple of Lost Souls (Tempel der Verloren Zielen)
  - Locatie: noordwest van Rondo en zuid van Laksy, op Veiled Island
  - Aanbevolen personagelevel: 140 tot 160
  - Dungeon baas: Ashmaw the Devourer
- Temple of Excile (Tempel der Verbanning)
  - Locatie: noordwest van Rondo en zuid van Laksy, op Veiled Island
  - Aanbevolen personagelevel: 160 tot 185
  - Dungeon baas: Sand lord Kinish

Voor elke dungeon bestaan twee versies, bijvoorbeeld First Lost Mines (eerste verloren mijnen) en Second Lost Mines (tweede verloren mijnen), behalve voor Temple of the Ancients, Temple of Lost Souls en Temple of Excile, die een exacte kopie van elkaar zijn, alleen met verschillende level monsters.

## Guild
Rappelz heeft een eenvoudig gildestelsel, waarin elk personage boven level 20 een gilde mag openen bij een Guild Official NPC (Guilde ambtenaar) in de steden. Gildes bieden spelers een group om samen mee te spelen. Gildes mogen zich aan elkaar allieren door middel van een Alliance (alliantie). Er kunnen maximaal vijf gildes in een alliantie. Personage van hetzelfde gilde of van gildes binnen de alliantie kunnen elkaar niet player-killen.
Een personage dat een gilde verlaten heeft, mag niet in een andere gilde uitgenodigd worden voor de tijd van zeven dagen. Dit is een maatregel die vermoedelijk 'guild hopping' (repetitief overspringen van de ene gilde naar het andere gilde) moet voorkomen.
De leider kan zijn personage niet verwijderen zolang deze de leider van het gilde is.
Een alliantie kan geen guilds toevoegen als deze een dungeon bezit.
benodigdheden voor de oprichting van een gilde:
- 100.000 (honderdduizend) roepies
- Personage met minimum level 20 of hoger

### Officieel
- Officiële website

### Populaire fansites
- Rappelz Wikia - Engelse artikelen op spelinhoud en spelmechanismen.
- Rappelz Master - Forum.
- Rappelz Pet Guide - Makkelijk te volgen pet gids voor nieuwe Rappelz speler.
- Rappelz Character Database - Database om je Rappelz-personages en pet te organiseren en weer te geven. (gearchiveerd)

### Anders
- Interview met producer Terry Kim op onrpg.com
- Interview met GM Tanda op mmorpg-gamer.com